# Нюхча (Архангельская область)
Ню́хча — деревня в Пинежском районе Архангельской области. Входит в состав Нюхченского сельского поселения.

## География
Нюхча находится на востоке Архангельской области, на правом берегу реки Нюхчи, при впадении её в Пинегу. Напротив Нюхчи, на левом берегу реки Нюхчи, располагается деревня Занюхча.

## История
Ранее Нюхча входила в состав Кеврольского уезда Архангелогородской губернии и Пинежского уезда Архангельской губернии. В 1929 — 1959 годах — в составе Карпогорского района, с тех пор — в Пинежском районе. Нюхча была одним из центров языческих чудских племён. С 2006 года Нюхча входит в состав МО «Нюхченское».

## Население
| 2002 | 2010 | 2012 |
| ---- | ---- | ---- |
| 189  | ↘163 | ↗196 |

Численность населения деревни, по данным Всероссийской переписи населения 2010 года, составляла 163 человека. В 2009 году числилось 204 человека, из них 59 пенсионеров, в 2002 году — 199 человек (русские — 99 %).

### Генетические исследования
В популяции деревни Нюхча выявлена максимальная среди северных русских популяций встречаемость Y-хромосомных гаплогрупп R1b (~14%) и «самодийско-пермско-тувинской» N1a2b-Р43 или N1b (~16%). На первом месте находится Y-хромосомная гаплогруппа R1a1-M198 — 39,5% (R1a1a* — 7,9%, R1a1a1g1-M458 — 31,6%). N1a1 встречается с частотой 23,7 %. Частота Y-хромосомной гаплогруппы I достигает в Нюхче 5,3 %.
Также, Нюхча является самым хорошо протестированным на ДНК местом в мире. Здесь было взято 103 мужских теста (скорее всего, кого-то взяли в Занюхче).

## Этимология
Название Нюхчи, возможно, происходит от саамского нюхч — «лебедь».

## Социальная сфера
В Нюхче организовано функцинирование гостевых домов.

### Карты
- Топографическая карта P-38-V,VI. Благоево
- Топографическая карта P-38-21,22. Сосновка
- Нюхча на карте Wikimapia Архивировано 25 августа 2011 года.
- Нюхча на сайте Космоснимки
- Нюхча. Публичная кадастровая карта. Архивировано из оригинала 7 марта 2016 года.